# Canthochilum taino
Canthochilum taino là một loài bọ cánh cứng trong họ Bọ hung (Scarabaeidae).